# Почётные граждане Самары
Почётный гражданин города Самары — звание, являющееся высшей формой общественного признания особых заслуг перед Самарой и её жителями, знаком уважения за активное участие в государственной и общественной деятельности, за выдающийся вклад в научно-техническое, экономическое, социальное, политическое и культурное развитие Самары.

## Почётные граждане до 1917 года
1863 год
- Самарин, Юрий Фёдорович (дворянин, один из авторов Манифеста об отмене крепостного права 1861 года, два года работал в Самаре в качестве члена земского губернского по крестьянским делам присутствия, содействуя проведению реформы)

1864 год
- Грот, Константин Карлович

1868 год
- Мансуров, Николай Павлович

1873 год
- Аксаков, Григорий Сергеевич

1874 год
- Марков, Яков Владимирович

1878 год
- Аннаев, Егор Никитич
- Константинов, Иван Васильевич
- Назаров, Михаил Иванович

1881 год
- Горчаков, Александр Михайлович

1889 год
- Плешанов, Иван Михайлович

1899
- Неклютин Николай Гаврилович (1843 - 1904). Государственный деятель, купец 1 гильдии, городской голова Самары. Был возведен со всем семейством в звание «Почетные граждане города Самары» 08 февраля 1899 года.

1905 год
- Брянчанинов, Александр Семёнович

1908 год
- Шихобалов, Антон Николаевич

1910 год
- Якунин, Владимир Васильевич

1911 год
- Соколов, Иван Яковлевич
- Соколов, Яков Гаврилович

1913 год
- Наумов, Александр Николаевич
- Субботин, Андрей Андреевич

## Почётные граждане 1917—1991 годов
1967 год
- Ерошевский, Тихон Иванович (Заведующий кафедрой глазных болезней Куйбышевского медицинского института. Герой Социалистического Труда, лауреат Государственной премии СССР, заслуженный деятель науки РСФСР, профессор, член -  корреспондент Академии медицинских наук);
- Фёдоров, Алексей Петрович (Начальник организационно – штатного сектора Управления Куйбышевской железной дороги. Кавалер орденов Ленина, «Почётный железнодорожник»);

1976 год
- Ершова, Вера Александровна (Артистка Куйбышевского театра драмы имени М. Горького. Народная артистка СССР, лауреат Государственной премии РСФСР, лауреат высшей театральной премии страны «Золотая маска». Кавалер орденов Ленина и «За заслуги перед Отечеством» 4 степени);
- Константинов, Иван Кузьмич (Наладчик станков 4 – ГПЗ. Герой социалистического Труда, кавалер ордена «Трудовой Славы» 3 степени);
- Мачнев, Пётр Прокопьевич (Бригадир каменщиков треста № 11, Герой социалистического Труда, заслуженный строитель РСФСР, лауреат Государственной премии СССР);
- Наякшин, Кузьма Яковлевич (Заведующий кафедрой Куйбышевского политехнического института. Кавалер ордена «Отечественной войны». Профессор);

1977 год
- Погодин, Михаил Андреевич (Машинист электровоза. Герой Социалистического Труда, Почётный железнодорожник, кавалер орденов Ленина, ордена «Трудовой Славы» 3 степени и золотой медали «Серп и Молот»);

1979 год
- Мочалов, Павел Петрович (Директор Куйбышевского металлургического завода им. Ленина, Герой социалистического Труда, кавалер трёх орденов Ленина, орденов «Октябрьской Революции» и «Трудового Красного Знамени»);

1982 год
- Земец, Виктор Петрович (Генеральный директор Куйбышевского авиационного завода. Герой социалистического Труда);
- Кудинов, Иван Павлович (Фрезеровщик завода им. Фрунзе. Герой Социалистического Труда);
- Кузнецов, Николай Дмитриевич (Генеральный конструктор опытного завода № 2 НПО «Труд». Дважды Герой Социалистического Труда, лауреат Ленинской премии СССР. Генерал – лейтенант-инженер, кандидат технических наук, академик Академии наук СССР);

1983 год
- Козлов, Дмитрий Ильич (генеральный конструктор ЦСКБ «Прогресс», дважды Герой Социалистического Труда, лауреат Государственной и Ленинской премий СССР, лауреат Государственной премии РФ, кавалер четырёх орденов Ленина, орденов «Красной Звезды», «Октябрьской Революции», «Отечественной войны 1 степени», «За заслуги перед Отечеством» 2 степени, профессор);
- Потапова, Антонина Викторовна (Бригадир маляров треста № 24. Лауреат Государственной премии СССР, кавалер орденов «Трудового Красного Знамени» и «Октябрьской Революции»);

1984 год
- Карякин, Борис Иванович (Директор завода «Металлист». Лауреат Государственной премии СССР, кавалер орденов «Красной Звезды», «Октябрьской Революции», двух орденов «Трудового Красного Знамени», двух орденов «Отечественной войны»);
- Краснов, Александр Федорович (ректор Куйбышевского медицинского института, доктор медицинских наук, лауреат Государственных премий СССР и РФ, Заслуженный деятель науки РФ, Кавалер орденов «Трудового Красного Знамени», «Дружбы народов», «Знак Почёта», Профессор, академик Российской Академии медицинских наук);
- Мельников, Николай Иванович (Учитель физики средней школы № 63. Заслуженный учитель РСФСР, кавалер орденов «Ленина», «Знак Почёта», «Отечественной войны»);

1986 год
- Парамонова, Валентина Константиновна (Водитель трамвая. Кавалер орденов Ленина, «Трудовой Славы» 3 степени, «За заслуги перед Отечеством» 4 степени);
- Шапошников, Дмитрий Фёдорович (Генеральный директор 4 - ГПЗ, Лауреат премии Совета министров СССР, кавалер ордена Ленина, орденов «Октябрьской Революции» и «Трудового Красного Знамени»);

1990 год
- Иванова, Наталья Николаевна (главный врач городской детской клинической больницы № 1, заслуженный врач РСФСР, кавалер орденов «Знак Почёта» и «Трудового Красного Знамени»);

## Почётные граждане после 1991 года
1993 год
- 11 февраля — Солдатов, Игорь Борисович (Заведующий кафедрой Куйбышевского медицинского института. Доктор медицинских наук. Герой Социалистического Труда, кавалер ордена Ленина. Профессор, академик).
- 8 апреля — Росовский, Алексей Андреевич (Председатель исполкома Куйбышевского городского совета народных депутатов. Кавалер двух орденов «Знак Почёта», четырёх орденов «Трудового Красного Знамени»).
- 7 июня — Ревинский, Евгений Владимирович (Директор Средневолжского станкостроительного завода. Кавалер ордена Ленина, орденов «Трудового Красного Знамени», «Знак Почёта»).
- 26 августа — Ратнер, Георгий Львович (Заведующий кафедрой факультетской хирургии Самарского государственного медицинского университета, Кавалер орденов Ленина, «Знак Почёта», двух орденов «Красной звезды», ордена «Отечественной войны» 2 степени. Доктор медицинских наук, профессор, академик).

1995 год
- 25 мая — Басс, Анетта Яковлевна (Директор Самарского художественного музея. Заслуженный работник культуры России, лауреат Государственной премии РФ, кавалер ордена «Знак Почёта»).
- 25 мая — Монастырский, Пётр Львович (Художественный руководитель Самарского академического театра драмы им. Горького, Народный артист СССР, лауреат Государственных премий СССР и РСФСР, кавалер орденов «За заслуги перед Отечеством» 4 степени и «Трудового Красного Знамени», Профессор).
- 25 мая — Оводенко, Максим Борисович (Генеральный директор Самарского металлургического завода. Герой Социалистического труда, лауреат премии Совета Министров СССР. Почётный авиастроитель. Кавалер ордена Ленина, двух орденов «Трудового красного Знамени», орденов «Октябрьской Революции», «За заслуги перед Отечеством» 3 степени, «Знак Почёта». Профессор, академик Российской инженерной Академии).
- 25 мая — Симонов, Виталий Алексеевич (Генеральный директор "Строительно-монтажного треста № 11. Заслуженный строитель РФ, кавалер ордена «Знак Почёта»).
- 25 мая — Шпакова, Елена Васильевна (Директор шоколадной фабрики «Россия». Герой социалистического труда, Заслуженный работник пищевой индустрии РСФСР, Лауреат премии Совета министров СССР, кавалер ордена Ленина и ордена «Дружбы народов»).

1999 год
- 23 декабря — Зубова, Антонина Михайловна (заведующая отделом народного образования Куйбышевского горисполкома, заслуженный учитель РСФСР, кавалер орденов «Знак Почёта» и «Трудового Красного Знамени»).
- 23 декабря — Ушамирский, Константин Маркович (Заместитель генерального директора «Самараэнерго». Заслуженный строитель РФ, Почётный архитектор РФ, заслуженный член Российского общества инженеров — строителей).

2000 год
- 25 мая — Середавин, Владимир Диамидович (Главный врач областной клинической больницы им. Калинина. Заслуженный врач РФ, кавалер орденов «Дружбы народов» и «Знак Почёта»).
- 25 мая — Фоменко, Николай Пантелеевич (Президент телерадиокомпании «СКАТ». Участник Великой Отечественной войны. Заслуженный связист РФ, Почётный радист. Кавалер орденов «Знак Почёта» и «Отечественной войны» 2 степени).

2009 год
- 15 июня — Егоров, Юрий Васильевич (род. 1941), генеральный директор управляющего жилищно-коммунального комплекса «Электрощит».

2010 год
- 29 апреля (посмертно) — Алабин, Пётр Владимирович (Участник четырёх войн, уполномоченный Красного Креста, представитель Петербургского и Московского славянских обществ на Балканах, В 1884—1889 гг. — городской голова).
- 29 апреля — Киреев, Александр Яковлевич (С 1995 года председатель совета директоров хлебопекарных предприятий Самарской области, с 2002 года — Заслуженный работник пищевой индустрии Российской Федерации.).
- 29 апреля — Пермяков, Владимир Васильевич (Участник Великой Отечественной войны. Имеет общий трудовой стаж 68 лет, награждён знаком «Почётный работник речного флота»; знаком «Почётный работник транспорта России»; знаком «За заслуги перед городом Самара I степени»; почётной грамотой Думы городского округа Самара).
- 29 апреля — Поляков, Виктор Петрович (доктор медицинских наук, профессор, награждён званием «Заслуженный врач РФ», почётной грамотой Главы города Самара II степени, является Почётным академиком Российской медико-технической академии).
- 29 апреля — Чудайкин, Владимир Иванович (Герой Советского Союза, с 1987 г. — председатель Совета Кировской районной общественной организации ветеранов (пенсионеров) войны, труда, Вооружённых Сил и правоохранительных органов городского округа Самара, проводит большую работу среди ветеранов, активно участвует в военно-патриотическом воспитании подрастающего поколения. Пользуется заслуженным авторитетом и уважением, награждён Почётным знаком Самарской Губернской Думы «За служение закону», почётным знаком Думы городского округа Самара «За заслуги перед городским сообществом».).

2011 год
- 26 апреля — Золотарев, Владимир Иванович (Прошел путь от инженера до секретаря парткома завода им. М. В. Фрунзе, участвовал в разработке новейших технологий по точному литью сложных деталей для самолётов и ракет, награждён двумя орденами Трудового Красного Знамени и медалью «За доблестный труд»).
- 26 апреля — Кондратов, Эдуард Михайлович (Писатель и общественный деятель, прославил имя Самары трехсерийным фильмом «Тревожные ночи Самары», автор книг «Сиамский код», «О вас для вас», «Покушение на зеркало», «Сокол набирает высоту», «Похищение фантомов» и других, член Союза журналистов и Союза писателей России, Заслуженный работник культуры России, лауреат Всесоюзных литературных премий).
- 26 апреля — Солдатенков, Александр Михайлович (Заместитель Генерального конструктора ГНПРКЦ «ЦСКБ-Прогресс», Герой Социалистического Труда, награждён Почётным званием «Ветеран космонавтики России», орденом «За заслуги перед Отечеством» IV степени, двумя орденами Трудового Красного Знамени, орденом «Знак Почёта», медалью «За трудовое отличие», является лауреатом Ленинской премии, лауреатом Государственной премии СССР).

2012
- 19 июля — Рязанов, Эльдар Александрович (Российский и советский кинорежиссёр, сценарист, актёр, поэт. Народный артист СССР, награждён орденами «За заслуги перед отечеством» 2-й и 3-й степени, двумя орденами Трудового Красного Знамени, Орденом «Дружбы народов», лауреат Государственных премий РСФСР и СССР).

2014
- 3 июля — Аветисян, Владимир Евгеньевич (род. 1958), кандидат экономических наук, заслуженный энергетик СНГ, почётный работник топливно-энергетического комплекса России, почётный работник химической промышленности России, заместитель председателя правления Роснано (с 2014).
- 3 июля — Сергий (род. 1951), митрополит Самарский и Новокуйбышевский.

2015
- 25 июня — Аншаков, Геннадий Петрович (род. 1937), доктор технических наук, профессор, член-корреспондент РАН, Герой Социалистического Труда (1983), заслуженный работник авиационно-космического комплекса Самарской области (2015).
- 25 июня — Бульхин, Анвар Кашафович (род. 1936), кандидат технических наук, заслуженный машиностроитель РФ, профессор Самарского государственного технического университета.
- 25 июня (посмертно) — Каркарьян, Ваган Гайкович (1934—2014), архитектор, член-корреспондент РААСН, заслуженный архитектор РФ, профессор Самарского государственного архитектурно-строительного университета.

2017
- 25 июля (посмертно) — Устинов, Дмитрий Фёдорович (1908—1984), нарком вооружения СССР, заместитель председателя Совета Министров СССР, председатель комиссии Президиума Верховного Совета СССР по военно-промышленным вопросам, Министр обороны СССР, Маршал Советского Союза[1].
- 25 июля — Хугаев, Ростислав Ерастович (род. 1951), предприниматель в области строительства, глава региональной общественной организации «Союз народов Самарской области» (с 2014)[2].

2018
- 26 июля — Калашников, Владимир Васильевич (1944—2019), известный учёный, доктор технических наук, профессор, академик РАРАН, заслуженный деятель науки РФ, ректор Самарского государственного технического университета (1999—2009)[3][4].

2019
- 27 июня — Котельников, Геннадий Петрович (род. 1949), доктор медицинских наук, профессор, академик РАН, заслуженный деятель науки РФ, ректор Самарского государственного медицинского университета (1998—2019)[5].

2020
- 9 июля — Ерошина, Лидия Сергеевна (род. 1952), генеральный директор Самарского булочно-кондитерского комбината (с 1994), заслуженный работник пищевой индустрии РФ, почётный пекарь России, почётный работник агропромышленного комплекса России, заслуженный работник промышленности Самарской области[6][7].

2022
- 8 сентября (посмертно) — Шостакович, Дмитрий Дмитриевич (1906—1975), выдающийся советский композитор, педагог и пианист[6][8].

2024
- 22 октября (посмертно) — Кожин, Борис Александрович (1938—2021), российский журналист, кинодокументалист[9].
- 22 октября — Хинштейн, Александр Евсеевич (род. 1974), российский журналист, политик, государственный деятель[9].